# Lucien Godeaux
Lucien Godeaux (1887-1975) was een Belgische wiskundige. In totaal publiceerde hij meer dan 1000 artikelen en boeken, wat hem tot een van de meest productieve wiskundigen in de geschiedenis maakt. 669 van zijn werken zijn terug te vinden in Mathematical Reviews. Op een werk na was hij de enige auteur van al deze artikelen en boeken.
Hij wordt het best herinnerd voor zijn werk in de algebraïsche meetkunde. Vanuit Luik werd hij aangetrokken tot het werk van de Italiaanse school van de algebraïsche meetkunde, vooral door het werk van Federigo Enriques. Godeaux ging vervolgens naar Bologna, waar hij bij Enriques studeerde. Het Godeaux-oppervlak is een constructie van een speciaal type, dat nadien veel is  bestudeerd.

## Werken
- Les transformations birationnelles du plan (1927)
- La Géométrie (1931)
- Leçons de géométrie projective (1933)[3]
- Questions non résolues de géométrie algébrique : les involutions de l'espace et les variétés algébriques à trois dimensions (1933)
- Les surfaces algébriques non rationnelles de genres arithmétique et géométrique nuls (1934)[4]
- La théorie des surfaces et l'espace réglé (géométrie projective différentielle) (1934)[5]
- Les transformations birationnelles de l'espace (1934)
- Les involutions cycliques appartenant à une surface algébrique (1935)[6]
- Les géométries (1937)
- Observations sur les variétés algébraiques à trois dimensions sur lesquelles l'opération d'adjonction est périodique (1940)
- Introduction à la géométrie supérieure (1946)
- Analyse mathématique (1946)
- Géométrie algébrique I. Transformations birationnelles et géométrie hyperespatielle
- Géométrie algébrique II. Géométrie sur une courbe algébrique, du plan (1949)
- Correspondances entre deux courbes algébriques (1949)
- Leçons de geometrie analytique à trois dimensions

## Voetnoten
1. ↑  Tracey, J. I. (1934). Review: Leçons de Géométrie Projective by L. Godeaux. Bull. Amer. Math. Soc. 40 (70).
2. ↑  Snyder, Virgil (1935). Review: Les Surfaces Algébriques non Rationnelles de Genres Arithmétique et Géométrique Nuls by Lucien Godeaux. Bull. Amer. Math. Soc. 41 (3).
3. ↑  Snyder, Virgil (1934). Review: La Théorie des Surfaces et l'Espace Réglé (Géométrie Projective Différentielle) by L. Godeaux. Bull. Amer. Math. Soc. 41 (1, Part 2).
4. ↑  Snyder, Virgil (1936). Review: Les Involutions Cycliques Appartenant à une Surface Algébrique by L. Godeaux. Bull. Amer. Math. Soc. 42 (11): 797–798.

- Bibsys: 90980579
- Biblioteca Nacional de España: XX1265152
- Bibliothèque nationale de France: cb12351945p (data)
- Catàleg d'autoritats de noms i títols de Catalunya: 981058511324706706
- CiNii: DA07084359
- Gemeinsame Normdatei: 117694088
- International Standard Name Identifier: 0000 0001 0788 1099
- Library of Congress Control Number: n86867365
- Mathematics Genealogy Project: 66313
- Nationale Bibliotheek van Tsjechië: jn20000601922
- Nationale Bibliotheek van Israël: 987007273899105171
- Nederlandse Thesaurus van Auteursnamen: 121530221
- Réseau des bibliothèques de Suisse occidentale: 02-A003303447
- Istituto Centrale per il Catalogo Unico: SBLV147518
- LIBRIS: 267742
- Système universitaire de documentation: 032501706
- Virtual International Authority File: 112927832
- WorldCat: E39PBJwHgWrT6PgQWQFJFVcF8C